# Psilomelaan
Het mineraal psilomelaan is een gehydrateerd barium-mangaan-oxide met de chemische formule Ba·(H2O)Mn3+5O10.

## Eigenschappen
Het opaak ijzerzwarte of donkergrijze psilomelaan heeft een submetallische glans, een bruinzwarte streepkleur en het mineraal kent geen splijting. Het kristalstelsel is monoklien. Psilomelaan heeft een gemiddelde dichtheid van 4,55, de hardheid is 5 tot 6 en het mineraal is niet radioactief.

## Naamgeving
De naam van het mineraal psilomelaan is afgeleid van de Griekse woorden psilos ("glad") en melas, dat "zwart" betekent.

## Voorkomen
Psilomelaan is een algemeen voorkomend mineraal in mangaan-ertsen. Tegenwoordig wordt het niet meer officieel erkend door de IMA en wordt het mineraal romanechiet genoemd. Psilomelaan wordt onder andere gevonden in Compton in de Amerikaanse staat Virginia.